# Adolf Eichler
Adolf Eichler, ps. Adolf Dränger (ur. 31 stycznia 1877 w Łodzi, zm. 10 listopada 1945 w Berlinie) – wydawca, publicysta, propagandysta, działacz mniejszości niemieckiej.

## Życiorys
Urodził się w Łodzi. Początkowo pracował jako przedstawiciel niemieckich fabryk w Odessie, a w latach 1904–1919 był generalnym przedstawicielem BASF w Królestwie Kongresowym. Od 1908 wydawał dziennik „Lodzer Rundschau”, w latach 1912–1913 wydawał w Łodzi miesięcznik „Geistiges Leben” z Ludwigiem Wolffem, był również wydawcą i redaktorem gazety „Deutsche Post” w języku niemieckim, wydawanej w Łodzi w latach 1915–1919, a także był autorem licznych publikacji podkreślających związki Niemców z ziemią łódzką. Swoje gazety i pozycje książkowe kierował do Niemców żyjących na terenie Rosji. Był założycielem „Niemieckiego Związku na rzecz Łodzi i Okolicy” i „Niemieckiej Samopomocy”, które w 1919 liczyły około 300 lokalnych grup, i funkcjonowały jako duchowy i kulturalny punkt koncentrowania i wspierania Niemców na ziemiach Królestwa Kongresowego.  W latach 1918–1919 był przewodniczącym założonej przez siebie partii Niemieckiego Stronnictwa Ludowego, z którego ramienia do Sejmu Ustawodawczego wprowadzono 2 posłów – Josefa Spickermanna i Ludwiga Wolffa. W 1919 opuścił Łódź z powodów politycznych, by w latach 1919–1920 został szefem niemieckiej kampanii plebiscytowej w Prusach Wschodnich (na Warmii, Mazurach i Powiślu). W tym okresie publikował broszury i książki o charakterze propagandowym, mające na celu udowodnienie, że Warmia, Mazury i Powiśle stanowią ziemie niemieckie.
Do 1925 był dyrektorem naczelnym Służby Ojczyźnianej Olsztyna (niem. Heimatdienstes Allenstein). Następnie przeprowadził się do Bad Wilsnack, by wraz z Carlo von Kügelgenem do 1934 redagować „Deutsche Post aus dem Osten”. Zaangażował się w przekwaterowywanie rodzin rosyjsko-niemieckich na tereny osadnicze w Niemczech i w Ameryce Południowej. Był założycielem Stowarzyszenia Niemiecko-Ewangelickich Szkół Państwowych oraz Niemiecko-Katolickiego Stowarzyszenia Szkół Państwowych.

## Wybrane publikacje
- Die deutsche Ansiedlung Königsbach Eine Schilderung ihrer Gründung, ihrer Zerstörung u. ihres Wiederaufbaus (1917)[8],
- Den Königsbachern als Gabe zu ihrer Kircheinweihung (1917)[9],
- Das Deutschtum in Kongresspolen (Stuttgart 1921)[10],
- Der Ostdeutsche Heimatdienst Allenstein im ersten Jahre seines Bestehens als Verein (Olsztyn 1921)[7],
- Die polnischen Ansprüche auf Masuren und Ermland (Olsztyn 1921)[1],
- Deutschtum im Schatten des Ostens: ein Lebensbericht (1942)[11],
- Julius Kunitzer und seine Zeit: Schicksal und Aufgabe eines Industrieführers in Litzmannstadt (Łódź 1944)[12].